# Eurytoma bicolor
Eurytoma bicolor är en stekelart som beskrevs av Walsh 1870. Eurytoma bicolor ingår i släktet Eurytoma och familjen kragglanssteklar. Inga underarter finns listade i Catalogue of Life.